# Oasis Live '25

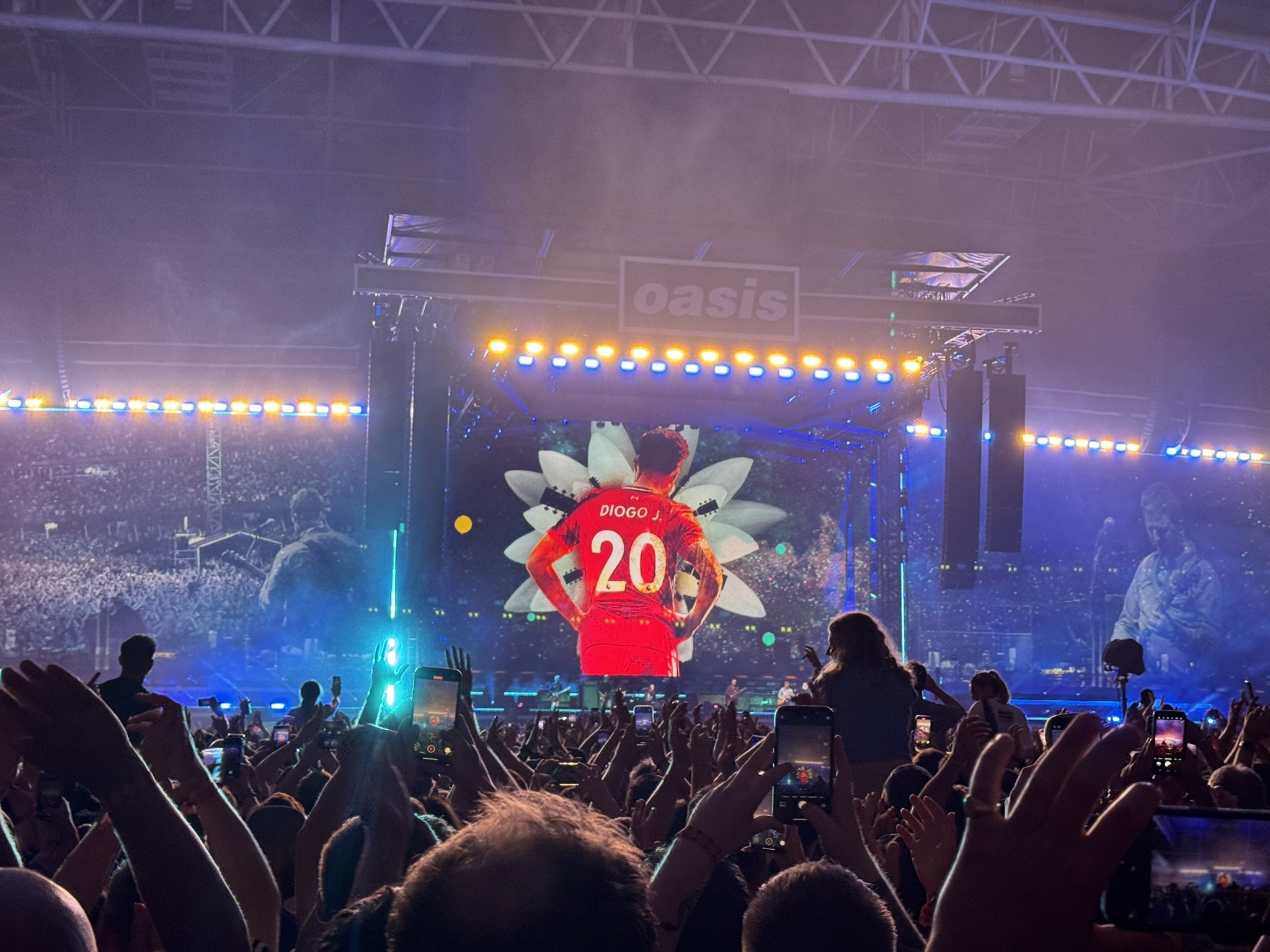
L'omaggio degli Oasis alla memoria del calciatore Diogo Jota durante il concerto iniziale del tour al Millennium Stadium di Cardiff il 4 luglio 2025

Oasis Live '25 è il nono tour musicale del gruppo musicale britannico Oasis, quello che ha sancito il ricongiungimento dei fratelli Noel e Liam Gallagher e, di conseguenza, il ritorno alle attività del gruppo, a sedici anni dalla fine del Dig Out Your Soul Tour.

## Antefatti e sviluppo
Nel 2024, in vista del trentesimo anniversario dell'album in studio di debutto degli Oasis Definitely Maybe, iniziarono a circolare online voci secondo cui i fratelli si sarebbero riuniti, che all'inizio furono smentite da Liam Gallagher. Il 27 agosto 2024 la band ha annunciato le date europee per il tour, composto originariamente da quattordici date nel Regno Unito e in Irlanda tra il 4 luglio e il 17 agosto 2025, tra cui cinque date ciascuna allo stadio di Wembley a Londra e all'Heaton Park di Manchester. Il 29 agosto sono state aggiunte tre date a Manchester, Londra ed Edimburgo per soddisfare l'elevata richiesta. In seguito al sold out registrato dall'intera tappa europea del tour, due ulteriori spettacoli al Wembley Stadium vengono fissati a fine settembre, portando il totale degli spettacoli della prima tappa a diciannove.
Il 30 settembre 2024 vengono rivelate le date nordamericane del tour, comprendenti concerti in Canada, Stati Uniti d'America e Messico, seguite l'8 ottobre da quelle australiane fissate a Melbourne e Sydney.

## Accoglienza
Dopo l'annuncio del tour, il giornalista del Guardian Alexis Petridis ha suggerito che la reunion dei fratelli sarebbe stata facilitata dal divorzio di Noel dalla moglie, Sara McDonald, il quale gli sarebbe venuto a costare circa 20 milioni di sterline. Simon Price dello stesso giornale non è stato entusiasta della reunion, definendo gli Oasis «la forza pop-culturale più dannosa nella recente storia britannica»; tuttavia il consigliere per l'economia notturna per Greater Manchester, Sacha Lord, ha apprezzato la reunion poiché ha stimato porterebbe 15 milioni di sterline in introiti alla regione. Molti fan di lunga data degli Oasis hanno espresso il timore di perdere i biglietti a favore dei nuovi fan, spingendo la figlia di Noel, Anaïs, ad accusare alcuni fan di discriminazione per età e sessismo. Il 29 agosto 2024, i loro album Time Flies... 1994-2009, (What's the Story) Morning Glory?, Definitely Maybe e i singoli Don't Look Back in Anger, Wonderwall e Live Forever sono rientrati nelle classifiche degli album e dei singoli britanniche, rispettivamente alle posizioni numero 3, 4, 5, 16, 17 e 19.
Alcuni biglietti sono stati distribuiti durante una prevendita il 30 agosto 2024, con posti a sedere venduti tra 73 e 205 sterline, biglietti in piedi per circa 150 sterline e pacchetti premium che costavano fino a 506 sterline. Nel giro di pochi minuti dall'uscita di questi biglietti, i siti web di prevendita li vendevano per diverse migliaia di sterline, con i biglietti per il loro spettacolo del 26 luglio venduti a 6 000 sterline, suscitando reazioni da parte della band e della società di rivendita Viagogo. La vendita generale dei biglietti è avvenuta alle 09:00 (ora britannica) del 31 agosto 2024, con alcuni utenti che hanno segnalato di avere più di un milione di persone davanti a loro in coda e altri che hanno segnalato di essere stati messi in «coda per la coda». Altri utenti hanno inoltre segnalato messaggi di errore e di essere stati scambiati per bot e Ticketmaster si è difeso dopo aver ricevuto critiche per aver venduto biglietti a prezzi inflazionati. In vista della vendita dei biglietti nordamericani, il sistema di definizione flessibile dei prezzi precedentemente utilizzato da Ticketmaster in Regno Unito e Irlanda non sarebbe stato nuovamente impiegato.

## Date del tour
| Data              | Città             | Stato         | Luogo                                      | Artisti d'apertura     | Biglietti venduti / Biglietti disponibili | Incasso |
| Europa            | Europa            | Europa        | Europa                                     | Europa                 | Europa                                    | Europa  |
| ----------------- | ----------------- | ------------- | ------------------------------------------ | ---------------------- | ----------------------------------------- | ------- |
| 4 luglio 2025     | Cardiff           | Regno Unito   | Millennium Stadium                         | Cast Richard Ashcroft  | N.D.                                      | N.D.    |
| 5 luglio 2025     | Cardiff           | Regno Unito   | Millennium Stadium                         | Cast Richard Ashcroft  | N.D.                                      | N.D.    |
| 11 luglio 2025    | Manchester        | Regno Unito   | Heaton Park                                | Cast Richard Ashcroft  | N.D.                                      | N.D.    |
| 12 luglio 2025    | Manchester        | Regno Unito   | Heaton Park                                | Cast Richard Ashcroft  | N.D.                                      | N.D.    |
| 16 luglio 2025    | Manchester        | Regno Unito   | Heaton Park                                | Cast Richard Ashcroft  | N.D.                                      | N.D.    |
| 19 luglio 2025    | Manchester        | Regno Unito   | Heaton Park                                | Cast Richard Ashcroft  | N.D.                                      | N.D.    |
| 20 luglio 2025    | Manchester        | Regno Unito   | Heaton Park                                | Cast Richard Ashcroft  | N.D.                                      | N.D.    |
| 25 luglio 2025    | Londra            | Regno Unito   | Stadio di Wembley                          | Cast Richard Ashcroft  | N.D.                                      | N.D.    |
| 26 luglio 2025    | Londra            | Regno Unito   | Stadio di Wembley                          | Cast Richard Ashcroft  | N.D.                                      | N.D.    |
| 30 luglio 2025    | Londra            | Regno Unito   | Stadio di Wembley                          | Cast Richard Ashcroft  | N.D.                                      | N.D.    |
| 2 agosto 2025     | Londra            | Regno Unito   | Stadio di Wembley                          | Cast Richard Ashcroft  | N.D.                                      | N.D.    |
| 3 agosto 2025     | Londra            | Regno Unito   | Stadio di Wembley                          | Cast Richard Ashcroft  | N.D.                                      | N.D.    |
| 8 agosto 2025     | Edimburgo         | Regno Unito   | Stadio di Murrayfield                      | Cast Richard Ashcroft  | N.D.                                      | N.D.    |
| 9 agosto 2025     | Edimburgo         | Regno Unito   | Stadio di Murrayfield                      | Cast Richard Ashcroft  | N.D.                                      | N.D.    |
| 12 agosto 2025    | Edimburgo         | Regno Unito   | Stadio di Murrayfield                      | Cast Richard Ashcroft  | N.D.                                      | N.D.    |
| 16 agosto 2025    | Dublino           | Irlanda       | Croke Park                                 | Cast Richard Ashcroft  | N.D.                                      | N.D.    |
| 17 agosto 2025    | Dublino           | Irlanda       | Croke Park                                 | Cast Richard Ashcroft  | N.D.                                      | N.D.    |
| Nord America      |                   |               |                                            |                        |                                           |         |
| 24 agosto 2025    | Toronto           | Canada        | Rogers Stadium                             | Cage the Elephant      | N.D.                                      | N.D.    |
| 25 agosto 2025    | Toronto           | Canada        | Rogers Stadium                             | Cage the Elephant      | N.D.                                      | N.D.    |
| 28 agosto 2025    | Chicago           | Stati Uniti   | Soldier Field                              | Cage the Elephant      | N.D.                                      | N.D.    |
| 31 agosto 2025    | East Rutherford   | Stati Uniti   | MetLife Stadium                            | Cage the Elephant Cast | N.D.                                      | N.D.    |
| 1º settembre 2025 | East Rutherford   | Stati Uniti   | MetLife Stadium                            | Cage the Elephant Cast | N.D.                                      | N.D.    |
| 6 settembre 2025  | Pasadena          | Stati Uniti   | Rose Bowl                                  | Cage the Elephant Cast | N.D.                                      | N.D.    |
| 7 settembre 2025  | Pasadena          | Stati Uniti   | Rose Bowl                                  | Cage the Elephant Cast | N.D.                                      | N.D.    |
| 12 settembre 2025 | Città del Messico | Messico       | Stadio GNP Seguros                         | —                      | N.D.                                      | N.D.    |
| 13 settembre 2025 | Città del Messico | Messico       | Stadio GNP Seguros                         | —                      | N.D.                                      | N.D.    |
| Europa            |                   |               |                                            |                        |                                           |         |
| 27 settembre 2025 | Londra            | Regno Unito   | Stadio di Wembley                          | Cast Richard Ashcroft  | N.D.                                      | N.D.    |
| 28 settembre 2025 | Londra            | Regno Unito   | Stadio di Wembley                          | Cast Richard Ashcroft  | N.D.                                      | N.D.    |
| Asia              |                   |               |                                            |                        |                                           |         |
| 21 ottobre 2025   | Goyang            | Corea del Sud | Goyang Stadium                             | —                      | N.D.                                      | N.D.    |
| 25 ottobre 2025   | Tokyo             | Giappone      | Tokyo Dome                                 | —                      | N.D.                                      | N.D.    |
| 26 ottobre 2025   | Tokyo             | Giappone      | Tokyo Dome                                 | —                      | N.D.                                      | N.D.    |
| Oceania           |                   |               |                                            |                        |                                           |         |
| 31 ottobre 2025   | Melbourne         | Australia     | Docklands Stadium                          | Ball Park Music        | N.D.                                      | N.D.    |
| 1º novembre 2025  | Melbourne         | Australia     | Docklands Stadium                          | Ball Park Music        | N.D.                                      | N.D.    |
| 4 novembre 2025   | Melbourne         | Australia     | Docklands Stadium                          | Ball Park Music        | N.D.                                      | N.D.    |
| 7 novembre 2025   | Sydney            | Australia     | Stadium Australia                          | Ball Park Music        | N.D.                                      | N.D.    |
| 8 novembre 2025   | Sydney            | Australia     | Stadium Australia                          | Ball Park Music        | N.D.                                      | N.D.    |
| Sud America       |                   |               |                                            |                        |                                           |         |
| 15 novembre 2025  | Buenos Aires      | Argentina     | Stadio Monumental Antonio Vespucio Liberti | —                      | N.D.                                      | N.D.    |
| 16 novembre 2025  | Buenos Aires      | Argentina     | Stadio Monumental Antonio Vespucio Liberti | —                      | N.D.                                      | N.D.    |
| 19 novembre 2025  | Santiago del Cile | Cile          | Stadio nazionale Julio Martínez Prádanos   | —                      | N.D.                                      | N.D.    |
| 22 novembre 2025  | San Paolo         | Brasile       | Stadio Morumbi                             | —                      | N.D.                                      | N.D.    |
| 23 novembre 2025  | San Paolo         | Brasile       | Stadio Morumbi                             | —                      | N.D.                                      | N.D.    |

## Formazione
- Liam Gallagher – voce, tamburello, shaker
- Noel Gallagher – voce, chitarra solista, chitarra ritmica
- Paul "Bonehead" Arthurs - chitarra ritmica
- Gem Archer – chitarra ritmica, chitarra solista
- Andy Bell – basso
- Joey Waronker – batteria, percussioni

### Altri musicisti
- Christian Madden – tastiere
- Jessica Greenfield – cori
- Alastair White – trombone
- Steve Hamilton – sassofono
- Joe Auckland – tromba

## Scaletta
Da riferimento alla prima data del tour in UK a Cardiff:
1. Hello
2. Acquiesce
3. Morning Glory
4. Some Might Say
5. Bring It On Down
6. Cigarettes & Alcohol
7. Fade Away
8. Supersonic
9. Roll With It
10. Talk Tonight
11. Half the World Away
12. Little by Little
13. D'You Know What I Mean
14. Stand by Me
15. Cast No Shadow
16. Slide Away
17. Whatever
18. Live Forever[21]
19. Rock 'n' Roll Star[22]
20. The Masterplan
21. Don't Look Back in Anger
22. Wonderwall
23. Champagne Supernova